# Asterivora fasciata
Asterivora fasciata là một loài bướm đêm thuộc họ Choreutidae. Nó được tìm thấy ở New Zealand.
Ấu trùng ăn các loài Cassinia.